# Anisozyga albifinita
Anisozyga albifinita är en fjärilsart som beskrevs av Louis Beethoven Prout 1913. Anisozyga albifinita ingår i släktet Anisozyga och familjen mätare. Inga underarter finns listade i Catalogue of Life.